# Фоминське (Тотемський район)
Фоми́нське (рос. Фоминское) — присілок у складі Тотемського району Вологодської області, Росія. Входить до складу Погоріловського сільського поселення.

## Населення
Населення — 104 особи (2010; 102 у 2002).
Національний склад (станом на 2002 рік):
- росіяни — 97 %